# 제시 소런슨

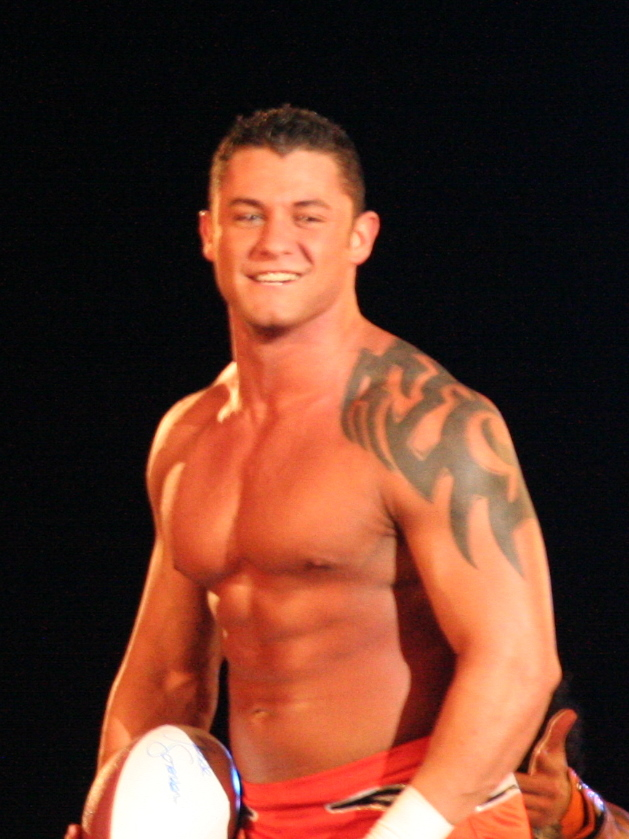
제시 소런슨

제시 소런슨(Jesse Sorensen, 1989년 4월 1일 ~ )은 미국의 프로레슬링선수다. TNA에서 활동하고 있다가 은퇴한 선수다. 지금은 WWE NXT에서 활동을 하고 있다. 키는 179cm 몸무게는 93kg이다.